# Asbjørn Osnes
Asbjørn Osnes (* 21. April 1932 in Hønefoss; † 22. September 2011 in Jevnaker) war ein norwegischer Skispringer.

## Werdegang
Osnes der für den Jevnaker IF startete, erreichte seinen ersten Erfolg bei den Norwegischen Meisterschaften 1955 in Trysil, bei denen er von der Normalschanze hinter Sverre Stallvik und vor Arnfinn Bergmann die Silbermedaille gewann. Im Dezember des gleichen Jahres startete er bei der Vierschanzentournee 1955/56 und sprang in Oberstdorf auf den 28. Platz. In Garmisch-Partenkirchen verpasste er als Fünfter nur knapp die Podestplätze.
Bei den Olympischen Winterspielen 1956 in Cortina d’Ampezzo erreichte er Rang 18 von der Normalschanze. Von der Großschanze trat er nicht an. Kurze Zeit nach den Spielen sprang er bei den Norwegischen Meisterschaften 1956 in Drammen auf den sechsten Platz.
Bei der Vierschanzentournee 1956/57 trat Osnes bei drei der vier Springen an. Beste Platzierung war der 10. Platz in Oberstdorf. Bei der Nordischen Skiweltmeisterschaft 1958 in Lahti sprang er von der Normalschanze auf den fünften Rang. Kurze Zeit später wurde er Neunter von der Normalschanze bei den Norwegischen Meisterschaften 1958. Im gleichen Jahr stellte er am Vikersundbakken mit 108,5 m einen neuen Schanzenrekord auf, der zwei Jahre Bestand hatte.
1959 startete er nur am Holmenkollen international und erreichte den 12. Platz. Bei den Norwegischen Meisterschaften 1959 in Gjøvik wurde er Sechster. Nach drei Jahren Tournee-Pause trat er zur Vierschanzentournee 1961/62 noch einmal an. An seine vorhergehenden Erfolge konnte er dabei jedoch nicht anknüpfen und verpasste in allen Springen vordere Platzierungen. Bei den Norwegischen Meisterschaften 1962 in Skien wurde er Siebenter.

## Erfolge

### Schanzenrekorde
| Ort       | Land     | Weite               | aufgestellt am | Rekord bis |
| --------- | -------- | ------------------- | -------------- | ---------- |
| Vikersund | Norwegen | 108,5 m (HS: 225 m) | 1958           | 1960       |